# Apamea asciburgensis
Apamea asciburgensis är en fjärilsart som beskrevs av Koch 1965. Apamea asciburgensis ingår i släktet Apamea och familjen nattflyn. Inga underarter finns listade i Catalogue of Life.